# MF文庫Jライトノベル新人賞
MF文庫Jライトノベル新人賞（エムエフぶんこジェイらいとのべるしんじんしょう）は、KADOKAWAの社内ブランド・メディアファクトリーが2004年から主催している日本の公募新人文学賞である。

## 概要
3ヵ月単位で年4回の予備審査を行い、通年で各賞を決定する（該当作品無しの場合もある）。佳作以上の作品は同ブランドのライトノベル系文庫レーベル・MF文庫Jからの刊行が確約される。第8回では優秀賞、審査員特別賞、佳作の10作品全てにPVを制作したことでも話題となった。
なお、第13回より応募要項が一部改訂され、最優秀賞該当作が特に抜きんでて優れていると認定された場合、最優秀賞に代わって大賞が授与されるようになった。
さらに、各期の予備審査で惜しくも佳作には選出されなかったものの、投稿作が三次選考を通過しており、「光る才能がある」と認められた作品の応募者について認定し、決定後3ヶ月間に限り毎月2万円を活動支援費として進呈するチャレンジ賞が追加されている。
第19回現在では、大賞・最優秀賞・優秀賞・佳作に正賞の楯が送られるほか、大賞は副賞300万円、最優秀賞が副賞100万円、優秀賞は副賞50万円、佳作は副賞10万円が送られる。又、各期ごとにチャレンジ賞を設け、活動支援費として6万円（3ヶ月間に渡り毎月2万円）を贈呈している。第4回までは最優秀賞受賞者が出なかったが、第5回以降は最終審査の得点で第1位を最優秀賞・第2位を優秀賞とする方式に変更され、原則として最優秀賞を出すようになっている。
なお応募規定違反である場合を除き、投稿者全員に評価シートが送付される。
第19回より郵送応募が廃止され、Web応募のみの受け付けとなった。

## 選考委員
第0回（2004年） - 第3回（2007年）
冲方丁・桑島由一・榊一郎・清水マリコ・MF文庫J編集部
第4回（2008年） - 第5回（2009年）
桑島由一・清水マリコ・ヤマグチノボル・MF文庫J編集部
第6回（2010年）
日日日・築地俊彦・西野かつみ・三浦勇雄・ヤマグチノボル・MF文庫J編集部
第7回（2011年） - 第8回（2012年）
日日日・西野かつみ・三浦勇雄・MF文庫J編集部・映像事業部
第9回（2013年） - 第10回（2014年）
あさのハジメ・さがら総・三浦勇雄・MF文庫J編集部・映像事業部
第11回（2015年）
さがら総・志瑞祐・三浦勇雄・MF文庫J編集部・映像事業部
第12回（2016年） - 第13回（2017年）
さがら総・志瑞祐・三浦勇雄・MF文庫J編集部
第14回（2018年） - 第15回（2019年）
さがら総・志瑞祐・鈴木大輔・三浦勇雄・MF文庫J編集部
第16回（2020年）
榎宮祐・さがら総・志瑞祐・鈴木大輔・三浦勇雄・MF文庫J編集部
第17回（2021年） - 第18回（2022年）
榎宮祐・さがら総・志瑞祐・鈴木大輔・MF文庫J編集部
第19回（2023年） -
志瑞祐・鈴木大輔・花間燈・MF文庫J編集部

## 入賞作品一覧
後にシリーズ化された作品については、受賞作（第1巻）の刊行時サブタイトルは割愛している場合がある。また、最終選考者中でデビューした作家については本表より割愛している。
| 回数              | 賞            | タイトル （刊行時表題）                                                                                               | 著者 （刊行時筆名）           | 出典   |
| ----------------- | ------------- | --- | ----------------------------- | ------ |
| 第0回 （2004年）  | 優秀賞        | ホーンテッド！ | 平坂読                        | [ 10 ] |
| 第0回 （2004年）  | 佳作          | 世界最大のこびと | 羽田奈緒子                    | [ 10 ] |
| 第1回 （2005年）  | 優秀賞        | 自己中戦艦2年3組 （青葉くんとウチュウ・ジン）                                                                         | 秋鳴 （松野秋鳴）             | [ 11 ] |
| 第1回 （2005年）  | 佳作          | ネクラ少女は黒魔法で恋をする                                                                                          | 熊谷雅人                      | [ 11 ] |
| 第1回 （2005年）  | 佳作          | 彼女はこん、とかわいく咳をして （かのこん）                                                                           | 名波薫2号 （西野かつみ）      | [ 11 ] |
| 第1回 （2005年）  | 佳作          | ゴーレム×ガールズ | 大凹友数                      | [ 11 ] |
| 第1回 （2005年）  | 編集長 特別賞 | 蟲と眼球とテディベア                                                                                                  | 日日日                        | [ 11 ] |
| 第1回 （2005年）  | 審査員 特別賞 | ロックスミス! カルナの冒険 （魔法鍵師カルナの冒険）                                                                   | 月見草平                      | [ 11 ] |
| 第1回 （2005年）  | 審査員 特別賞 | クリスマス上等。 | 三浦勇雄                      | [ 11 ] |
| 第1回 （2005年）  | 審査員 特別賞 | どっちがネットアイドル？ （彼女はミサイル）                                                                           | 周藤氷努 （須堂項）           | [ 11 ] |
| 第2回 （2006年）  | 優秀賞        | 暗闇にヤギをさがして （暗闇にヤギを探して）                                                                           | 穂史賀雅也                    | [ 12 ] |
| 第2回 （2006年）  | 佳作          | 神様のおきにいり | 岡崎新之助 （内山靖二郎）     | [ 12 ] |
| 第2回 （2006年）  | 佳作          | World's tale 〜a girl meets the boy〜 （悠久展望台のカイ）                                                            | 矢塚 （早矢塚かつや）         | [ 12 ] |
| 第3回 （2007年）  | 優秀賞        | 地方都市伝説大全 （ギャルゴ！！！！！）                                                                               | 安宅代智 （比嘉智康）         | [ 13 ] |
| 第3回 （2007年）  | 優秀賞        | アストロノト! | 赤松中学                      | [ 13 ] |
| 第3回 （2007年）  | 佳作          | 魔女ルミカの赤い糸 | 田口一                        | [ 13 ] |
| 第3回 （2007年）  | 佳作          | ヒトカケラ | 星家なこ                      | [ 13 ] |
| 第3回 （2007年）  | 佳作          | 地を駆ける虹 | 七位連一                      | [ 13 ] |
| 第4回 （2008年）  | 優秀賞        | ベネズエラ・ビター・マイ・スウィート                                                                                  | 森田季節                      | [ 14 ] |
| 第4回 （2008年）  | 審査員 特別賞 | ミサキの一発逆転！ | 悠レイ （石川ユウヤ）         | [ 14 ] |
| 第4回 （2008年）  | 審査員 特別賞 | 二人で始める世界征服                                                                                                  | 岡崎登 （おかざき登）         | [ 14 ] |
| 第4回 （2008年）  | 佳作          | この広い世界に二人ぼっち                                                                                              | 磯葉哲 （葉村哲）             | [ 14 ] |
| 第4回 （2008年）  | 佳作          | やってきたよ、ドルイドさん！                                                                                          | 志瑞祐麒 （志瑞祐）           | [ 14 ] |
| 第4回 （2008年）  | 佳作          | 不機嫌な悪魔とおしゃべりなカラスと （ナインの契約書）                                                                 | 二階堂紘史 （二階堂紘嗣）     | [ 14 ] |
| 第4回 （2008年）  | 佳作          | ジャンクパーツ （ぴにおん！）                                                                                         | 樋口モグラ （樋口司）         | [ 14 ] |
| 第5回 （2009年）  | 最優秀賞      | まよチキ！ 〜迷える執事とチキンな俺と〜 （まよチキ！）                                                                | あさのハジメ                  | [ 8 ]  |
| 第5回 （2009年）  | 優秀賞        | ゴミ箱から失礼いたします                                                                                              | 岩波零                        | [ 8 ]  |
| 第5回 （2009年）  | 審査員 特別賞 | 新世紀ガクエンヤクザ！ （ごくペン！）                                                                                 | 三原みつき                    | [ 8 ]  |
| 第5回 （2009年）  | 佳作          | リトルリトル☆トライアングル （オトコを見せてよ倉田くん！）                                                            | 斉藤真也                      | [ 8 ]  |
| 第5回 （2009年）  | 佳作          | One-seventh Dragon Princess （竜王女は天に舞う）                                                                      | 北元あきの                    | [ 8 ]  |
| 第5回 （2009年）  | 佳作          | プシュケープリンセス                                                                                                  | 刈野ミカタ                    | [ 8 ]  |
| 第5回 （2009年）  | 佳作          | ローズウィザーズ （ラグナ・クラウン）                                                                                 | 三門鉄狼                      | [ 8 ]  |
| 第6回 （2010年）  | 最優秀賞      | 変態王子と笑わない猫 （変態王子と笑わない猫。）                                                                       | 天出だめ （さがら総）         | [ 15 ] |
| 第6回 （2010年）  | 優秀賞        | 食神 （喰 -kuu-） | やすだ柿 （内田俊）           | [ 15 ] |
| 第6回 （2010年）  | 佳作          | 吼え起つ龍は高らかに （ドラゴンブラッド）                                                                             | 無一 （伊上円）               | [ 15 ] |
| 第6回 （2010年）  | 佳作          | 魔法少女☆仮免許 | 冬木冬樹                      | [ 15 ] |
| 第6回 （2010年）  | 佳作          | 狐の百物語 （ふぉっくすている？）                                                                                     | 冬木冬樹                      | [ 15 ] |
| 第6回 （2010年）  | 佳作          | 憑いている！ （つきツキ！）                                                                                           | 後藤祐迅                      | [ 15 ] |
| 第6回 （2010年）  | 佳作          | ハチカヅキ！ （社会的には死んでも君を！）                                                                             | 壱日千次                      | [ 15 ] |
| 第7回 （2011年）  | 最優秀賞      | 豚は飛んでもただの豚？                                                                                                | 猫飯美味し （涼木行）         | [ 16 ] |
| 第7回 （2011年）  | 優秀賞        | ようかい遊ビ！ （Tとパンツとイイ話）                                                                                  | 木村大志 （本村大志）         | [ 16 ] |
| 第7回 （2011年）  | 審査員 特別賞 | 正捕手の篠原さん | 千羽カモメ                    | [ 16 ] |
| 第7回 （2011年）  | 佳作          | オーバーイメージ | 永藤 （遊佐真弘）             | [ 16 ] |
| 第7回 （2011年）  | 佳作          | キミはぼっちじゃない！                                                                                                | こいわいハム （小岩井蓮二）   | [ 16 ] |
| 第8回 （2012年）  | 最優秀賞      | 白銀新生ゼストマーグ （白銀の救世機）                                                                                 | 天埜冬景                      | [ 17 ] |
| 第8回 （2012年）  | 優秀賞        | 失敗禁止っ！ 彼女のヒミツは漏らせない！ （失敗禁止！ 彼女のヒミツはもらさない！）                                     | 真崎まさむね                  | [ 17 ] |
| 第8回 （2012年）  | 審査員 特別賞 | ディヴァースワールズ・クライシス （ディバースワールズ・クライシス）                                                   | 方玖舞文 （九條斥）           | [ 17 ] |
| 第8回 （2012年）  | 審査員 特別賞 | テンサウザンドの節約術師 （スリーピング・ストレーガ 転入少女の魔術戦略）                                              | 真野真央                      | [ 17 ] |
| 第8回 （2012年）  | 審査員 特別賞 | ハイスペック・ハイスクール                                                                                            | 緋奈川イド                    | [ 17 ] |
| 第8回 （2012年）  | 佳作          | オカッパニカッパ （瑠璃色にボケた日常）                                                                               | 伊達康                        | [ 17 ] |
| 第8回 （2012年）  | 佳作          | お願いだからあと五分！ （お願いだから、あと五分！）                                                                   | 境京亮                        | [ 17 ] |
| 第8回 （2012年）  | 佳作          | 地球唯一の男 （忘却の軍神と装甲戦姫）                                                                                 | ノベロイド二等兵 （鏡銀鉢）   | [ 17 ] |
| 第8回 （2012年）  | 佳作          | ドリーミー・ドリーマー                                                                                                | 中島三四郎 （弥生志郎）       | [ 17 ] |
| 第8回 （2012年）  | 佳作          | 脱がせません （風に舞う鎧姫）                                                                                         | 肉Q （小山タケル）            | [ 17 ] |
| 第8回 （2012年）  | 佳作          | 万能による無能のための狂想曲 （森羅万象（）を統べる者）                                                               | 水月紗鳥                      | [ 17 ] |
| 第9回 （2013年）  | 最優秀賞      | 人間と魔物がいる世界 （MONSTER DAYS）                                                                                 | そぼろそぼろ （扇友太）       | [ 18 ] |
| 第9回 （2013年）  | 優秀賞        | パンツ・ミーツ・ガール （ストライプ・ザ・パンツァー）                                                                 | 為三                          | [ 18 ] |
| 第9回 （2013年）  | 審査員 特別賞 | 穢れ聖者のエク・セ・レスタ                                                                                            | 新見聖                        | [ 18 ] |
| 第9回 （2013年）  | 佳作          | サイコロの裏 （ダイス・マカブル 〜definitional random field〜）                                                       | 草木野鎖                      | [ 18 ] |
| 第9回 （2013年）  | 佳作          | シンクロ・インフィニティ――Synchro ∞―― （仮想領域のエリュシオン）                                                      | 上智一麻                      | [ 18 ] |
| 第9回 （2013年）  | 佳作          | 猫耳天使と恋するリンゴ                                                                                                | 花間燈                        | [ 18 ] |
| 第10回 （2014年） | 最優秀賞      | Y〈ヨグ〉の紋章師 | 越智文比古                    | [ 19 ] |
| 第10回 （2014年） | 優秀賞        | 阿頼耶識冥清の非日常 （逃奏劇リアクターズ）                                                                           | 塀流通留                      | [ 19 ] |
| 第10回 （2014年） | 審査員 特別賞 | 救われる世界と生贄少女の変なカミサマ 〜でも、願いはちゃんと叶えてくれます〜 （イケニエハッピートリガー）              | 未味なり太                    | [ 19 ] |
| 第10回 （2014年） | 佳作          | 底辺かける高嶺の花 （ひとりで生きるもん！）                                                                           | 鎌倉となり （暁雪）           | [ 19 ] |
| 第11回 （2015年） | 最優秀賞      | 白盾騎士団・営業部 （ギルド〈白き盾〉の夜明譚）                                                                       | 方波見咲                      | [ 20 ] |
| 第11回 （2015年） | 優秀賞        | ざるそば（かわいい）                                                                                                  | つちせ八十五 （つちせ八十八） | [ 20 ] |
| 第11回 （2015年） | 審査員 特別賞 | 『レストラン・フォリオーズ』の歪な業務記録 （俺と魔物の異世界レストラン）                                             | 落合祐輔                      | [ 20 ] |
| 第11回 （2015年） | 佳作          | 球形世界の定戯式士 （天牢都市〈セフィロト〉）                                                                         | 秋月コウ （秋月煌介）         | [ 20 ] |
| 第11回 （2015年） | 佳作          | ダメ魔騎士の英雄道 （ダメ魔騎士の英雄煌路（）                                                                         | 和白 （藤木わしろ）           | [ 20 ] |
| 第12回 （2016年） | 最優秀賞      | テクノマギア・モンスターズ！ （境域のアルスマグナ 緋（）の龍王と恋する蛇女神（）                                      | えどたろう （絵戸太郎）       | [ 21 ] |
| 第12回 （2016年） | 優秀賞        | 半分クマの俺は、ハチミツの汗を掻く少女を見つけました。 （くずクマさんとハチミツJK）                                   | 烏川さいか                    | [ 21 ] |
| 第12回 （2016年） | 佳作          | イノセント・ヴォルフ （天使と鴉のプレセピオ -人狼×討伐のメソッドI-）                                                  | 笹倉モル （斜守モル）         | [ 21 ] |
| 第13回 （2017年） | 最優秀賞      | 僕の知らないラブコメ                                                                                                  | くそたわけ （樫本燕）         | [ 6 ]  |
| 第13回 （2017年） | 優秀賞        | 絶カノ（甘口） （絶対彼女作らせるガール！）                                                                           | 銀乃英介 （まほろ勇太）       | [ 6 ]  |
| 第13回 （2017年） | 審査員 特別賞 | ポンコツ勇者の立身出世 （ポンコツ勇者の下剋上）                                                                       | 藤川恵蔵                      | [ 6 ]  |
| 第13回 （2017年） | 審査員 特別賞 | 好感度100から始まる毒舌美少女攻略ライフ （あまのじゃくな氷室さん 好感度100%から始める毒舌女子の落としかた）           | 零国祥人 （広ノ祥人）         | [ 6 ]  |
| 第13回 （2017年） | 佳作          | 幼女探し （せんせーのおよめさんになりたいおんなのこはみーんな16さいだよっ？）                                         | 青空雲 （さくらいたろう）     | [ 6 ]  |
| 第13回 （2017年） | 佳作          | AI少女と同期した俺のクソゲー攻略ログ （クロス・コネクト あるいは垂水夕凪の入れ替わり完全ゲーム攻略）                  | 久追遥希                      | [ 6 ]  |
| 第14回 （2018年） | 最優秀賞      | 人形剣士＜ドールブレイブ＞の二人旅 （人形剣士（）は絶ち切れない 一等審問官ガルノーの監視記録）                        | 林若葉 （林星悟）             | [ 22 ] |
| 第14回 （2018年） | 優秀賞        | ウェルニッケの夢匣 （聖語の皇弟と魔剣の騎士姫 〜蒼雪のクロニクル〜）                                                  | 春楡遥                        | [ 22 ] |
| 第14回 （2018年） | 審査員 特別賞 | バンドしようよ! 〜なぜか男装ビジュアル系〜 （青色ノイズと＜やきもち＞キラーチューン ワケありJKと始める男装V系バンド） | ムカイ （総夜ムカイ）         | [ 22 ] |
| 第14回 （2018年） | 佳作          | ラブコメの神様のせいで俺のラブコメは進まない （ラブコメの神様なのに俺のラブコメを邪魔するの？ だって好きなんだもん）  | hiro （三月みどり）           | [ 22 ] |
| 第15回 （2019年） | 最優秀賞      | 探偵はもう、死んでいる （探偵はもう、死んでいる。）                                                                   | 二語十                        | [ 23 ] |
| 第15回 （2019年） | 優秀賞        | 愛をママに我が娘に、僕は君だけを好きでいたい （世界一可愛い娘が会いに来ましたよ！）                                   | 月見秋水                      | [ 23 ] |
| 第15回 （2019年） | 優秀賞        | 嘘末マスターと人魚姫 （かまわれたがりの春霞さん 隣の席のあの子は俺の嘘が好き）                                        | 鶏卵 （鶏卵うどん）           | [ 23 ] |
| 第15回 （2019年） | 審査員 特別賞 | 異能モノ （―異能―）                                                                                                   | 落葉沙夢                      | [ 23 ] |
| 第15回 （2019年） | 佳作          | 譬え世界のすべてを敵に回したとしても （特殊能力統轄学院 叛逆の優等生と悪魔を冠する少女の共犯契約）                    | ひなちほこ                    | [ 23 ] |
| 第15回 （2019年） | 佳作          | ポーカーフェイス （ゲーマーズ・ハイ 影の王者の後継者）                                                                | 端木基樹 （五月什一）         | [ 23 ] |
| 第16回 （2020年） | 最優秀賞      | 姉と俺とでチヨダク王国裁判所 （チヨダク王国ジャッジメント 姉と俺とで異世界最高裁判所）                                | 緑青漠 （紅玉ふくろう）       | [ 24 ] |
| 第16回 （2020年） | 優秀賞        | 殺したガールと他殺志願者                                                                                              | 森林梢                        | [ 24 ] |
| 第16回 （2020年） | 審査員 特別賞 | PAY DAY〜青春時代を賭けた生存戦争〜 （PAY DAY 日陰者たちの革命）                                                      | 達間涼                        | [ 24 ] |
| 第16回 （2020年） | 佳作          | 先輩と呼んでくれる女の子は後輩だけとは限らない （同い年の先輩が好きな俺は、同じクラスの後輩に懐かれています）         | 凪の彼方 （凪乃彼方）         | [ 24 ] |
| 第17回 （2021年） | 最優秀賞      | 泥帽子 （海鳥東月の『でたらめ』な事情）                                                                               | 両生類かえる                  | [ 25 ] |
| 第17回 （2021年） | 優秀賞        | 俺の姉は異世界最強の支配者『らしい』 （お姉ちゃんといっしょに異世界を支配して幸せな家庭を築きましょ?）                | 佐藤愛染 （雨井呼音）         | [ 25 ] |
| 第17回 （2021年） | 審査員 特別賞 | ラブ・ゲームはハッカ味 （問一、永遠の愛を証明せよ。 ヒロイン補正はないものとする。）                                  | かつび圭尚                    | [ 25 ] |
| 第18回 （2022年） | 最優秀賞      | のくたーんたたんたんたんたたん                                                                                        | ムラサキアマリ                | [ 26 ] |
| 第18回 （2022年） | 優秀賞        | 死亡遊戯で飯を食う （死亡遊戯で飯を食う。）                                                                           | 鵜飼有士 （鵜飼有志）         | [ 26 ] |
| 第18回 （2022年） | 優秀賞        | 青春ビターテロリズム （悪いコのススメ）                                                                               | 鳴海雪華                      | [ 26 ] |
| 第18回 （2022年） | 審査員 特別賞 | 冷たい新婚の裏事情 （英雄夫婦の冷たい新婚生活）                                                                       | 紗冬末 （汐月巴）             | [ 26 ] |
| 第18回 （2022年） | 佳作          | Vのガワの裏ガワ | 古宿ウェリバ （黒鍵繭）       | [ 26 ] |
| 第18回 （2022年） | 佳作          | オウジクエスト （未来から来た花嫁の姫城さんが、また愛の告白をしてとおねだりしてきます。）                             | ニャンコの穴                  | [ 26 ] |
| 第19回 （2023年） | 最優秀賞      | マスカレードコンフィデンス （マスカレード・コンフィデンス 詐欺師は少女と仮面仕掛けの旅をする）                        | 滝波酒利                      | [ 27 ] |
| 第19回 （2023年） | 優秀賞        | 偶像サマのメシ炊き係! （俺の背徳メシをおねだりせずにいられない、お隣のトップアイドルさま）                            | 及川輝新                      | [ 27 ] |
| 第19回 （2023年） | 優秀賞        | 青を欺く | 三船いずれ                    | [ 27 ] |
| 第19回 （2023年） | 審査員 特別賞 | 探偵に推理をさせないでください。最悪の場合、世界が滅びる可能性がございますので。                                      | 夜方宵                        | [ 27 ] |
| 第19回 （2023年） | 佳作          | 不確定性青春 （多元宇宙的青春の破れ、唯一の君がいる扉）                                                               | 眞田天佑                      | [ 27 ] |
| 第19回 （2023年） | 佳作          | この恋、おくちにあいますか? （この恋、おくちにあいますか? 〜優等生の白姫さんは問題児の俺と毎日キスしてる〜）          | 改太 （優汰）                 | [ 27 ] |
| 第20回 （2024年） | 最優秀賞      | 魔法使いの孤 （エンバーミング・マジック 魔法を殺す魔法）                                                              | 茶辛子                        | [ 28 ] |
| 第20回 （2024年） | 優秀賞        | 冬めく。 （巡る冬の果てで、君の名前を呼び続けた）                                                                     | あすとろのーつ （鹿毛おどり） | [ 28 ] |
| 第20回 （2024年） | 佳作          | ツギハギ事象の欠落人形 （妹は呪われし人形姫 人間を恐れる兄は、妹の呪いを解くため立ち上がる）                          | 雨谷夏木                      | [ 28 ] |